# Bobby Zamora
Robert Lester »Bobby« Zamora, angleški nogometaš, * 16. januar 1981, London.
Zamora je nekdanji nogometni napadalec, dolgoletni član Brighton & Hove Albiona in West Ham Uniteda, dve tekmi je odigral tudi za angleško reprezentanco.